# Oakington
Oakington est un village anglais situé dans le comté de Cambridgeshire.